# Parnassiaceae
Parnassiaceae es una familia de plantas del orden Rosales, subclase Rosidae, clase Magnoliopsida. Son hierbas perennes. Hojas alternas o rosuladas, simples o enteras. flores hermafroditas, actinomorfas, pentámeras, hipóginas y solitarias. Fruto en cápsula. Unas 25 especies, de países fríos y templados del hemisferio septentrional.

## Géneros
- Lepuropetalon
- Parnassia

Parnassia palustris L. (único representante de este género en la  península ibérica y Baleares )

## Sinonimia
- Lepuropetalaceae Archivado el 3 de marzo de 2016 en Wayback Machine.